# 43 Things
43 Things はオンラインの目標設定コミュニティとして設立されていたウェブサイト。明示的な人間関係を作る (FriendsterとOrkut内でも見られる)というよりむしろタギングの主義に基づいて設立された。
ユーザーはアカウントを作成しその後いくつかの目標または希望をリストアップすることでこれらの目標は字句解析により解剖され、類似の語句やアイディアで構成される他人の目標とつながる。このコンセプトはフォークソノミーと呼ばれる。 ユーザーは43目標まで設定することができ、他のユーザー達のリストを探求し、目標達成に向けて「応援」することを推奨された。
「43 Things」は2015年の1月にオフラインになったが、2017年1月にドメイン乗っ取り者が運営する偽サイトが現れた。サイトは43 Thingsとは無関係であるという投稿をすることに合意したが、名前とURLは使い続けている。

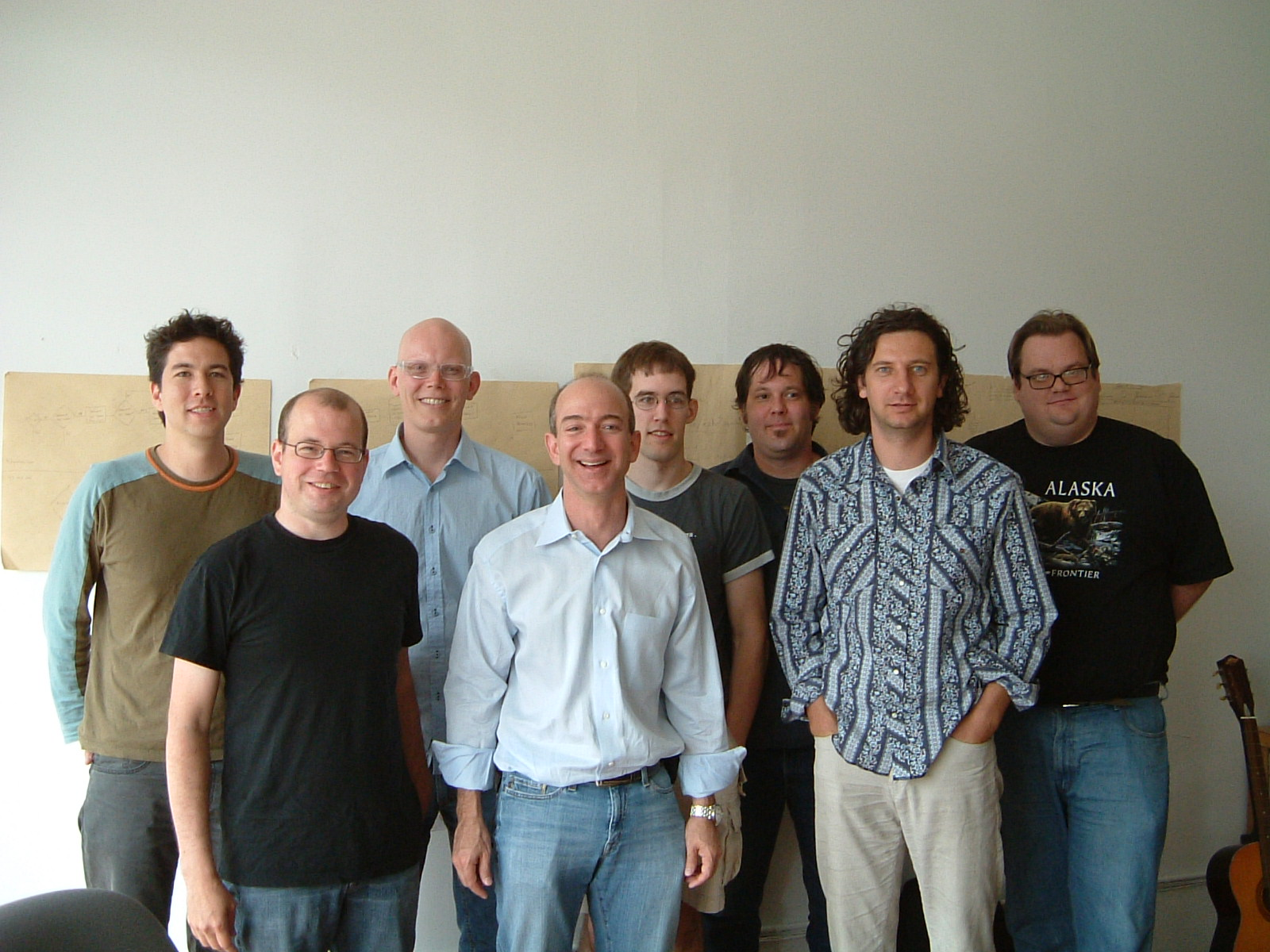
2005年にジェフ・ベゾスはRobot Co-opを訪れた

## 歴史
2005年1月に43 Thingsはシアトルに拠点を置く小規模会社のRobot Co-opによって設立された。Robot Co-opの創立者はブロガーで開発者のバスター・ベンソン(né Erik Benson)、音楽グループ「Maktub」のキーボディストのダニエル・スピルズ、アマゾンとマイクロソフトの元役員のジョシュ・ピーターソンである。43things.comは2014年8月15日閲覧のみの状態になり、2015年1月に閉鎖された。2017年4月時点でサイトは再びアクティブ状態になったがいくつかの違いがあった。

## 批評
「43 Things：共同体研究」によれば、 43 Thingsは(1)ウェブサイトについての文書を伴う中心エリアを持つことに失敗(2) ユーザーの大半が知らないRSSに頼り過ぎているという2つの短所が存在するとされていたが、それにも関わらず応答性とユーザー提案の統合に関して安定したレビューを獲得した。

## 賞
2005年に43 Thingsはベストソーシャルネットワークサイトとしてウェビー賞を受賞した。

## 関連リンク
- Social networking service
- List of social networking websites